# Salix cyanolimenaea
Salix cyanolimenaea — вид квіткових рослин із родини вербових (Salicaceae).

## Морфологічна характеристика
Це кущ до 3 метрів заввишки. Гілочки від сіро-чорних до червонувато-чорних, спочатку запушені, зрештою ± голі. Листкова ніжка 1–3 мм; листкова пластинка обернено-ланцетна, 25–60 × 5–10 мм, абаксіально (низ) сірувато-біла, адаксіально зелена, волосиста, край залозистий пилчастий дистально, загорнутий, верхівка загострена чи гостра. Чоловіча сережка 15–20 × 3–4 мм. Чоловіча квітка: тичинок 2; пиляки жовті. Жіноча сережка до 2(2.5) см. Коробочка гола, ≈ 3 мм.

## Середовище проживання
Китай: Цинхай, Сичуань, Юньнань. Росте по річках; на висотах 2500–3000 метрів.